# Princess (schip, 1855)

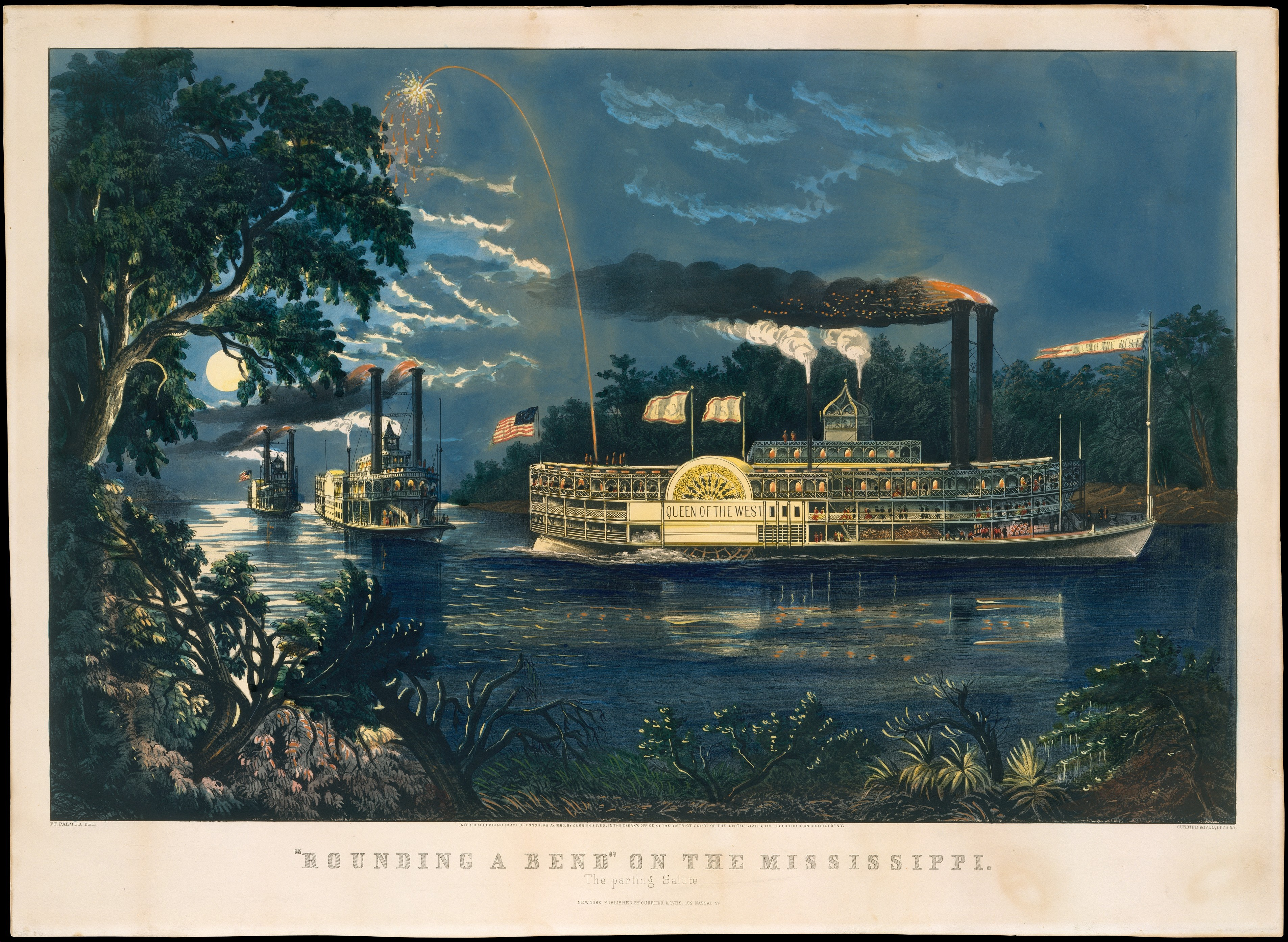
Rivierstoomboten op de Mississippi in 1866

De Princess was een stoomboot op de Mississippi die in 1859 ontplofte bij Baton Rouge. Bij deze ramp verloren meer dan 70 opvarenden het leven.

## Beschrijving
De Princess was een rivierstoomboot met laterale schepraderen. Het was het zusterschip van de Natchez V en was gebouwd in Cincinnati omstreeks 1855. Het schip verzorgde een wekelijkse verbinding tussen Vicksburg (Mississippi) en New Orleans (Louisiana) over de Mississippi. Op het traject van meer dan 480 km hield het schip tussenstops in Donaldsonville, Plaquemine, Baton Rouge, Port Hudson, Bayou Sara, Red River Landing, Fort Adams, Natchez, Waterproof, Rodney, St. Joseph, Grand Gulf en Warrenton. De boot vervoerde passagiers, post en vracht, veelal katoenbalen. De boot had een restaurant in de centrale ruimte waar viermaal per dag kon worden gegeten.

## Ramp
Op 12 februari 1859 was de Princess onderweg naar New Orleans en kwam 's morgens vroeg aan in de haven van Baton Rouge. Omdat de boot achter lag op schema werden de vier stoomketels onder hoge druk gehouden tijdens de tussenstop. Na vertrek had de Princess meer dan 400 passagiers aan boord; veel reizigers waren onderweg naar New Orleans voor het carnaval (Mardi Gras). Ongeveer tien kilometer voorbij Baton Rouge ontplofte de Princess. Een deel van de opvarenden stierf in deze explosie. Het bovendek stortte in en er brak brand uit. Het wrak van de boot liep vast op een zandbank waar de overlevenden toevlucht zochten. Er kwam hulp van nabijgelegen plantages en na een tijd ook van het zusterschip Natchez V, onderweg naar Vicksburg. De slachtoffers met brandwonden werden in bloem gerold en werden aan boord van de Natchez naar ziekenhuizen gevoerd. Er waren meer dan 100 gewonden. Omdat er geen passagierslijst was, kon het aantal doden niet precies worden vastgesteld. Schattingen lopen uiteen tussen 70 en 200, al is dit laatste cijfer waarschijnlijk een overschatting.
In 1858 had het schip een groot onderhoud gekregen. De oorzaak van de ontploffing was een menselijke fout. Om verloren tijd in te halen had de bemanning een te hoge druk op de stoomketels gezet. 